# Eiga Suite Pretty Cure - Torimodose! Kokoro ga tsunagu kiseki no melody
Eiga Suite Pretty Cure♪ - Torimodose! Kokoro ga tsunagu kiseki no melody♪ (映画 スイートプリキュア♪ とりもどせ！心がつなぐ奇跡のメロディ♪?, Eiga Suīto Purikyua♪ Torimodose! Kokoro ga tsunagu kiseki no merodi♪, Eiga Suite Precure♪ Torimodose! Kokoro ga tsunagu kiseki no melody♪, lett. "Suite Pretty Cure♪ - Il film: Riprendiamola! La melodia dei miracoli che collega i cuori♪") è un film del 2011 diretto da Yoko Ikeda.
È l'undicesimo film d'animazione tratto dal franchise Pretty Cure di Izumi Tōdō e l'unico relativo all'ottava serie Suite Pretty Cure♪.

## Trama
Mephisto, ormai libero dall'influenza negativa di Noise, va a fare visita ad Ako con l'intenzione di riportarla a Major Land, nel frattempo che tutta la musica del mondo comincia a scomparire improvvisamente. Insieme a suo padre e le altre Pretty Cure, Ako torna nel suo regno, dove rincontra una sua vecchia amica d'infanzia, Suzu, che sostiene sia Aphrodite la responsabile della scomparsa della musica e della pietrificazione degli abitanti. Ako viene fatta prigioniera da Aphrodite, la quale manda il gruppo dei Major 3 al suo servizio a prendere l'Healing Chest da Hibiki, Kanade ed Eren, senza sapere che l'oggetto è stato preso a sua volta da Suzu. Mephisto riesce a liberare Ako, intanto che Aphrodite afferma di essersi sacrificata, facendo entrare nel suo corpo il male che ha rubato tutta la musica, in modo da distruggerlo. Non volendo eliminare Aphrodite, Mephisto obbliga Howling a lasciare il corpo della regina, che rivela la sua vera forma e cerca di annientare le Pretty Cure e i cittadini del regno, nel frattempo risvegliati. Con il potere della Miracle Lightone, Cure Melody ottiene il sostegno di tutti e si trasforma in Crescendo Cure Melody e, insieme alle altre, sconfigge Howling. Successivamente, Ako prende la decisione di tornare a Kanon e non restare a Major Land.

## Personaggi esclusivi del film
Suzu (スズ?, Suzu)
È un'amica di Ako che vive a Major Land ed è l'unica non trasformata in pietra. È arrabbiata con Aphrodite perché la incolpa della scomparsa della musica, ma dopo aver scoperto la verità aiuta Cure Melody, utilizzando la Miracle Lightone, a trasformarsi in Crescendo Cure Melody.
Howling (ハウリング?, Hauringu)
Un servo di Noise, s'impossessa del corpo di Aphrodite per rubare la musica del mondo. Viene sconfitto dalle Pretty Cure.
Sharp (シャープ?, Shāpu)
È un membro dei Major 3, il gruppo al servizio di Howling. È biondo e indossa una giacca viola. Il suo attacco è Mega Fire (メガ・ファイア?, Mega Faia) e viene affrontato da Cure Melody.
Flat (フラット?, Furatto)
È un membro dei Major 3, il gruppo al servizio di Howling. Ha i capelli fucsia e porta gli occhiali. Il suo attacco è Terra Ball (テラ・ボール?, Tera Bōru) e viene affrontato da Cure Beat.
Natural (ナチュラル?, Nachuraru)
È un membro dei Major 3, il gruppo al servizio di Howling. Ha i capelli bianchi e indossa dei pantaloni rossi. Il suo attacco è Giga Thunder (ギガ・サンダー?, Giga Sandā) e viene affrontato da Cure Rhythm.

## Oggetti magici
Miracle Lightone (ミラクルライトーン?, Mirakuru Raitōn)
È una piccola torcia con l'estremità di cristallo a forma di nota musicale che proietta un fascio di luce. Trasforma il coraggio in un nuovo potere per le Pretty Cure, consentendo a Cure Melody di trasformarsi in Crescendo Cure Melody.
In Giappone, quando è uscito il film, le Miracle Lightone sono state realmente distribuite al pubblico nelle sale, difatti nella sequenza introduttiva del lungometraggio si vede Hummy coi Fairy Tone spiegare come utilizzarla per incitare le Pretty Cure durante la visione.

## Trasformazioni e attacchi
- Trasformazione (Crescendo (クレッシェンド?, Kuresshendo)): è la frase con cui si presenta Cure Melody dopo essersi trasformata in Crescendo Cure Melody grazie alla Miracle Lightone.

- Passionato Harmony Crescendo (パッショナート・ハーモニー・クレッシェンド?, Passhonāto Hāmonī Kuresshendo): è l'attacco di Crescendo Cure Melody e Cure Rhythm. L'attacco è uguale al Passionato Harmony, con la differenza che il cuore con all'interno la chiave di violino, dal quale scaturisce un raggio dorato, è più grande.

## Colonna sonora
| Nº | Titolo CD | Numero tracce | Data uscita     |
| -- | --- | ------------- | --------------- |
| 1  | Eiga Suite Precure♪ - Torimodose! Kokoro ga tsunagu kiseki no melody♪ - Original Soundtrack (映画 スイートプリキュア♪ とりもどせ！心がつなぐ奇跡のメロディ♪ オリジナル・サウンドトラック?) | 36            | 26 ottobre 2011 |
| 2  | Precure eiga shudaika Collection 2 (プリキュア映画主題歌コレクション２?) | 20            | 11 marzo 2015   |

### Sigle
La sigla originale di apertura è composta da marhy, mentre quella di chiusura da Yō Yamazaki; i testi sono di Sumiyo Mutsumi. Nonostante la sigla di chiusura sia la stessa della serie principale, i titoli di coda relativi al film scorrono nella canzone Kokoro no uta (心の歌?), di REMI.
Sigla di apertura
- La♪ La♪ La♪ Suite Precure♪ ~∞UNLIMITED∞ ver~ (ラ♪ラ♪ラ♪スイートプリキュア♪ ～∞ＵＮＬＩＭＩＴＥＤ∞ ｖｅｒ～?), cantata da Mayu Kudō

Sigla di chiusura
- ♯Kibou Rainbow♯ (♯キボウレインボウ♯?), cantata da Aya Ikeda

## Distribuzione
Il film è stato proiettato per la prima volta nelle sale cinematografiche giapponesi il 29 ottobre 2011. Il DVD e il Blu-ray sono usciti il 21 marzo 2012.

## Accoglienza
L'incasso totale è di 890 milioni di yen circa. Il film si è classificato al quarantottesimo posto nella classifica dei 100 film più visti in Giappone nel 2011.

## Altri adattamenti
Un adattamento in cartaceo del film è stato pubblicato da Kōdansha il 26 ottobre 2011 con ISBN 978-4-06-344517-6. Inoltre è stato tratto un anime comic pubblicato da Ichijinsha il 27 dicembre 2011 con ISBN 978-4758012546.